# حرب وادي بليزنت
حرب وادي بليزنت (تُعرف أيضًا باسم نزاع حوض تونتو، أو حرب حوض تونتو، أو نزاع توكسبري–غراهام) هي حرب على أراضي المراعي الحرة في الغرب الأمريكي، وقعت في حوض نهر تونتو، أريزونا في الفترة 1882–1892. دارت تلك الحرب بين عائلتين متخاصمتين، آل توكسبري وآل غراهام، وراعي الأبقار الكبير جيمس ستينسون. كان أفراد آل غراهام أصحاب مزرعة مواشي، بينما كانت عائلة توكسبري تمتلك مزرعة مواشي هي الأخرى قبل أن تتفتح مزرعة أخرى لرعي الأغنام.
يقع وادي بليزنت في مقاطعة غيلا، أريزونا، ولكن العديد من أحداث النزاع وقعت في مقاطعتي أباتشي ونافاهو المجاورتين. بينما شهدت مناطق أخرى مجاورة في أريزونا أشد المعارك ضراوة وعنفًا مثل هولبروك وغلوب. رغم أن تلك الحرب دارت في بداية الأمر بين عائلتي توكسبري وغراهام وراعي الأبقار جيمس ستينسون، إلا أنها جذبت إليها عدة رعاة ماشية آخرين، وعدة رعاة أغنام، ورعاة بقر، وقتلة مأجورين، ورجال القانون في أريزونا خلال وقت قصير. استمر هذا النزاع لعقد كامل، ووقعت أشد أحداثه ضراوةً في عامي 1886 و1887. بينما وقعت آخر حادثة قتل معروفة في عام 1892.
حصدت حرب وادي بليزنت أكبر عددًا من الأرواح إذا ما قورنت بمثيلاتها من الخصومات العائلية على مدار تاريخ الولايات المتحدة. فقد قُتل فيها 35–50 شخصًا، وقُضي على ذكور العائلتين المتخاصمتين كلهم تقريبًا. ذاع صيت أريزونا بسبب تلك الحرب، واعتبرها مجلس النواب الأمريكي غير جاهزة لتكون ولاية من ولايات الاتحاد الأمريكي. كُتبت عدة كتب ومقالات عن هذا النزاع بعد انتهاءه بأعوام طويلة.

## 1882–1885

### أصول العائلتين
وُلد إدوين «إد» توكسبري عام 1858 في سان فرانسيسكو، كاليفورنيا، وهو الابن الثاني لعامل المنجم السابق جيمس د. توكسبري وزوجته الهندية. تألفت عائلة توكسبري من أربعة أولاد وطفلة واحدة، وكانت تمتلك عددًا هائلًا من الخيل والماشية في الوقت الذي افتتحت فيه مزرعتها الخاصة. أما عائلة غراهام فقد هاجرت إلى أوهايو من أيرلندا الشمالية في عام 1851، وتألفت من: صامويل غراهام رب الأسرة، وزوجته جين، وأطفالهما الخمسة ألين، ومارغاريت، وماري، وجون، وتوماس. تُوفيت جين عام 1861، وتزوج صامويل من ماري إي. غوتزمان التي أنجب منها سبعة أطفال. وفي عام 1881 تملّك كلٌ من جون وتوماس بضعة أراضي في أريزونا.
جاءت عائلة غراهام إلى مراعي أريزونا الخصبة بعد أن دعاهم إليها إد توكسبري. أضحى توم غراهام وجون د. توكسبري صديقين، ولكن الأحوال تبدلت عندما جاء راعي بقر كبير الشأن يُدعى جيمس ستينسون إلى وادي بليزنت. وسرعان ما اجتاحت أبقاره عدة أجزاء كبيرة من الأراضي الخصبة، وهيمنت على الأراضي التي عمّرتها العائلتان. تفاقم الوضع سوءًا عندما اتهم ستينسون أفراد العائلتين بسرقة بعض الأبقار من مزرعته، وسرعان ما استحالت تلك الإتهامات إلى أوامر بالاعتقال عندما جاء رعاة البقر التابعين لستينسون بقيادة جون غيليلاند للقبض على أفراد عائلة توكسبري في الوقت الذي مكثت فيه العائلتان في بيوتهما. احتدم النقاش واشتدت الحدة بين الطرفين، ورفضت عائلة توكسبري أن تُسلم أفرادها إليهم. أخرج كلٌ من جون غيليلاند وإد توكسبري سلاحه وأطلقا النيران على بعضهما بعضًا، ما أدى إلى إصابة جون وإليشا غيليلاند. وفي قاعة المحكمة، شهد جون غراهام بأن جون غيليلاند هو من أخرج سلاحه أولًا، وأن إليشا لم يكن سوى متفرج بريء حاول هو وعائلة توكسبري أن يسعفوه لاحقًا.
تحطمت أواصر الصداقة بين آل غراهام وآل توكسبري بعدما عقد ستينسون اتفاقًا مع آل غراهام، ووعدهم فيه بإعطائهم 50 بقرة وإسقاط التهمة عنهم في مقابل الإدلاء بشهادتهم ضد آل توكسبري. وافقت عائلة غراهام على هذا الاتفاق، وشرعت في العمل لصالح ستينسون، وبذلك غدروا بآل توكسبري. وفي الحال قدّم جون غراهام بلاغًا للمدعي العام تشالرز ب. بوش يتهم فيه آل توكسبري بسرقة ما يزيد عن 60 بقرة من جيمس ستينسون. اضطرت عائلة توكسبري لمواجهة التهم المُقدمة ضدها في بريسكوت، ولكن سرعان ما استبعدت المحكمة تلك القضية نظرًا لغياب الأدلة بعدما فطنت المحكمة إلى الاتفاق الذي عقده ستينسون مع آل غراهام. وفي طريق عودة آل توكسبري إلى بيتهم، أُصيب الابن الأكبر فرانك بالتهاب رئوي ومات بعدها بوقت قصير. ألقت عائلة توكسبري باللوم على ستينسون ورجاله.
في 23 يوليو 1884، زار بعض رجال توكسبري (جون توكسبري، وويليام ريتشاردز، وجورج بلين، وإد روز) مزرعة جيمس ستينسون التي كان من المُقرر أن يُعقد فيها مسابقة الروديو القادمة. وقابلهم كبير عمال المزرعة ماريون ماكين، وخمسة رعاة أبقار، وطلب ماكين منهم أن يغادروا المزرعة باستثناء إد روز الذي كان محايدًا في هذا الخلاف. حاول رجال توكسبري أن يتفاوضوا معهم، وانتهى الحال بتبادل السباب والشتائم من جانب كلى الطرفين.احتدم الخلاف عندما طلب بلين من ماكين أن يواجهه رجلًا لرجل، وأطلق عليه النيران، لكن الرصاصة لم تصبه، ورد عليه ماكين بإخراج سلاحه وإصابة بلين بطلقة في عنقه. أطلق جون توكسبري هو الآخر النيران على ماكين، ولكنه أُصيب بجرح وامتطى جواده هاربًا مع باقي الرجال. نجا بلين من إصابته، وحسم الطرفان أمرهما في المحكمة. وبعدها غادر ستينسون أريزونا وترك قطيع الأبقار الخاص به. وأضحت عائلة غراهام في موقف حرج في عام 1885 بعد خسارة عدد كبير من أبقارهم والقبض عليهم متلبسين وهم يسوقون أبقارًا لا تخصهم إلى مزرعتهم.
ازداد النزاع سوءًا عندما قررت عائلة توكسبري أن تحضر قطعانًا من الأغنام إلى مزرعتهم في عام 1885. فقد استأجر الأخوان توكسبري بعض الأغنام من الأخوين داغز في أريزونا الشمالية. أفادت بعض الصحف المحلية مثل أريزونا سيلفر بيلت بأن سبب النزاع الرئيسي هو أغنام آل توكسبري، إذ أن الكثير من رعاة البقر مثل ستينسون كانوا يبغضون الأغنام نظرًا لأنها تأكل الكثير من الأعشاب وتستنزف موارد المراعي الحرة. ولكن المؤرخ تيم إرهاردت يشكك في تلك الرواية زاعمًا أن سبب الخلاف الرئيسي هو العداوة والبغضاء التي نشبت بين عائلتي توكسبري وغراهام في السابق. إذ أن الأغنام لم تكن موجودة في الوادي قبل عام 1885، أي بعد عامين من الخصومة التي نشبت بين عصبة توكسبري وعصبة غراهام. تحالف رعاة أبقار مقاطعة غيلا أيضًا مع آل توكسبري في وقت الحرب، وساعدوا إد في تحصين أراضيه من العدوان بعد انتهاء الحرب.
استأجر آل توكسبري راعي أغنام باسكيًا لنقل أغنامهم إلى وادي بليزنت، ولكنه قُتل وسُلب منه ما كان يحمله وهو في طريقه إلى الوادي من قبل آندي كوبر (المعروف بآندي بليفينز)، وهو من أحد رجال عصبة غراهام. انضم رعاة أبقار ورعاة أغنام آخرون لهذا النزاع طوعًا أو كراهية.

## التداعيات
كان إدوين توكسبري آخر الرجال الناجين من حرب وادي بليزنت. وتُوفي في غلوب، أريزونا في أبريل عام 1904. وفي الوقت الحاضر تقع مدافن معظم الرجال المقتولين في مقبرة يونغ، أريزونا. قُتل ما يقرب من 35–50 فردًا في تلك الحرب، وشارك فيها بعض الأهالي المحليين، وقتلة مأجورين، ورعاة أبقار من كلى الطرفين؛ ولم تقم السلطات المحلية بالقبض على المشاركين فيها إلا لمامًا. تسببت تلك الحرب وحروب الأباتشي المعاصرة لها في معارضة مجلس النواب الأمريكي لانضمام أريزونا للاتحاد الأمريكي باعتبار تلك الحرب وغيرها دليلًا على غياب مظاهر التحضر في أريزونا.